# Бревиг Мишон (Аљаска)
Бревиг Мишон (енгл. Brevig Mission) град је у америчкој савезној држави Аљаска.

## Демографија
По попису из 2010. године број становника је 388, што је 112 (40,6%) становника више него 2000. године.
| Група             | 2000.     | 2010.     |
| Белци             | 22 (8,0%) | 18 (4,6%) |
| Афроамериканци    | 0 (0,0%)  | 2 (0,5%)  |
| Азијати           | 0 (0,0%)  | 0 (0,0%)  |
| Хиспаноамериканци | 2 (0,7%)  | 2 (0,5%)  |
| Укупно            | 276       | 388       |